# Jeanne Léveillé
Jeanne Léveillé (15 de junho de 1909 - 5 de agosto de 2002) foi uma política francesa. Ela foi eleita para a Assembleia Nacional em outubro de 1945 como uma do primeiro grupo de mulheres francesas no parlamento. Ela serviu na Assembleia Nacional até junho do ano seguinte.

## Biografia
Léveillé nasceu Jeanne Assassin in Verdes em 1909, filha de professores. Ela também tornou-se professora, dando aulas em Nogent-sur-Oise e Thiescourt, e casou-se com um colega professor Eugène Leveillé em agosto de 1932. Tendo aderido ao Partido Comunista Francês (PCF), ela foi demitida em maio de 1940 devido ao seu ativismo. O seu marido participou na resistência francesa e foi preso e executado pelos alemães em 1944.
Após a libertação da França, Léveillé foi candidato do PCF no departamento de Oise nas eleições de outubro de 1945 para a Assembleia Nacional. Candidata em segundo lugar na lista do PCF, foi eleita parlamentar, passando a fazer parte do primeiro grupo de mulheres na Assembleia Nacional. Depois de ser eleita, ela tornou-se membro da Comissão de Justiça e Legislação Geral, mas nunca falou ou apresentou uma moção no parlamento. Ela não concorreu à reeleição nas eleições de junho de 1946.
Ela casou-se com Remy Asselin em 1946, mas ele morreu em maio de 1948. Léveillé morreu em 2002.